# Episodi di Julia - Eine ungewöhnliche Frau (quinta stagione)
La quinta stagione della serie televisiva Julia - Eine ungewöhnliche Frau è stata trasmessa in anteprima in Germania dalla ARD tra il 22 aprile 2003 e il 15 luglio 2003.
| nº | Titolo originale    | Titolo italiano | Prima TV Germania | Prima TV Italia |
| -- | ------------------- | --------------- | ----------------- | --------------- |
| 1  | Singerstraße 17     | inedito         | 22 aprile 2003    | inedito         |
| 2  | Das Feuer           | inedito         | 29 aprile 2003    | inedito         |
| 3  | Abschied            | inedito         | 6 maggio 2003     | inedito         |
| 4  | Schweres Erbe       | inedito         | 13 maggio 2003    | inedito         |
| 5  | Der Alkotest        | inedito         | 20 maggio 2003    | inedito         |
| 6  | Kein Herz für Inder | inedito         | 27 maggio 2003    | inedito         |
| 7  | Datenschutz         | inedito         | 3 giugno 2003     | inedito         |
| 8  | Trübe Wasser        | inedito         | 10 giugno 2003    | inedito         |
| 9  | Abgehört            | inedito         | 17 giugno 2003    | inedito         |
| 10 | Mohn Amour          | inedito         | 24 giugno 2003    | inedito         |
| 11 | In Vino Veritas     | inedito         | 1º luglio 2003    | inedito         |
| 12 | Schotter            | inedito         | 8 luglio 2003     | inedito         |
| 13 | Arthurs Rückkehr    | inedito         | 15 luglio 2003    | inedito         |